# Lissemys punctata
Lissemys punctata är en sköldpaddsart som beskrevs av  Pierre Joseph Bonnaterre 1789. Lissemys punctata ingår i släktet Lissemys och familjen lädersköldpaddor. IUCN kategoriserar arten globalt som livskraftig.
Arten förekommer i södra Asien från Pakistan, Nepal och södra Kina till norra Malackahalvön.

## Underarter
Arten delas in i följande underarter:
- L. p. punctata
- L. p. andersoni